# Disco 3
Disco 3 é a terceira coletânea musical de remixes da banda Pet Shop Boys, lançada a 3 de Fevereiro de 2003.
O disco consiste em cinco remixes e b-sides do seu álbum anterior, Release, três faixas novas, uma nova gravação de "Positive role model" do seu musical de 2001, e uma cover de "Try it (I'm in love with a married man)", original de Oh Romeo, a banda do antigo produtor do duo britânico Bobby Orlando.
O disco atingiu o nº 188 da Billboard 200, o nº 1 do Top Electronic Albums e o nº 188 do Top Internet Albums.
| Críticas profissionais                                                      | Críticas profissionais |
| Avaliações da crítica                                                       | Avaliações da crítica  |
| Fonte                                                                       | Avaliação              |
| --------------------------------------------------------------------------- | ---------------------- |
| Allmusic                                                                    | [ 2 ]                  |
| CANOE                                                                       | (sem nota)             |
| Drowned in Sound                                                            | (8/10)                 |
| NME                                                                         | (9/10)                 |
| PlayLouder                                                                  | [ 6 ]                  |
| PopMatters                                                                  | (sem nota)             |
| Release Magazine                                                            | (9/10)                 |
| Esta tabela precisa de ser acompanhada por texto em prosa. Consulte o guia. |                        |

## Faixas
1. "Time on my hands" (Neil Tennant, Chris Lowe) – 3:53
2. "Positive role model" (Tennant, Lowe, Barry White, Tony Sepe, Sterling Radcliffe) – 4:02
3. "Try it (I'm In Love With A Married Man)" (Bobby Orlando) – 4:47
4. "London" (Thee Radikal Blaklite Edit) (Tennant, Lowe, Chris Zippel) – 5:44
5. "Somebody else's business" (Tennant, Lowe) – 3:28
6. "Here" (PSB new extended mix) (Tennant, Lowe) – 6:13
7. "If looks could kill" (Tennant, Lowe) – 4:11
8. "Sexy northerner" (Superchumbo mix) (Tennant, Lowe) – 8:36
9. "Home and dry" (Blank & Jones remix) (Tennant, Lowe) – 6:36
10. "London" (Genuine Piano mix) (Tennant, Lowe, Zippel) – 4:16

## Créditos
- Neil Tennant
- Chris Lowe